# Jacob Boreel

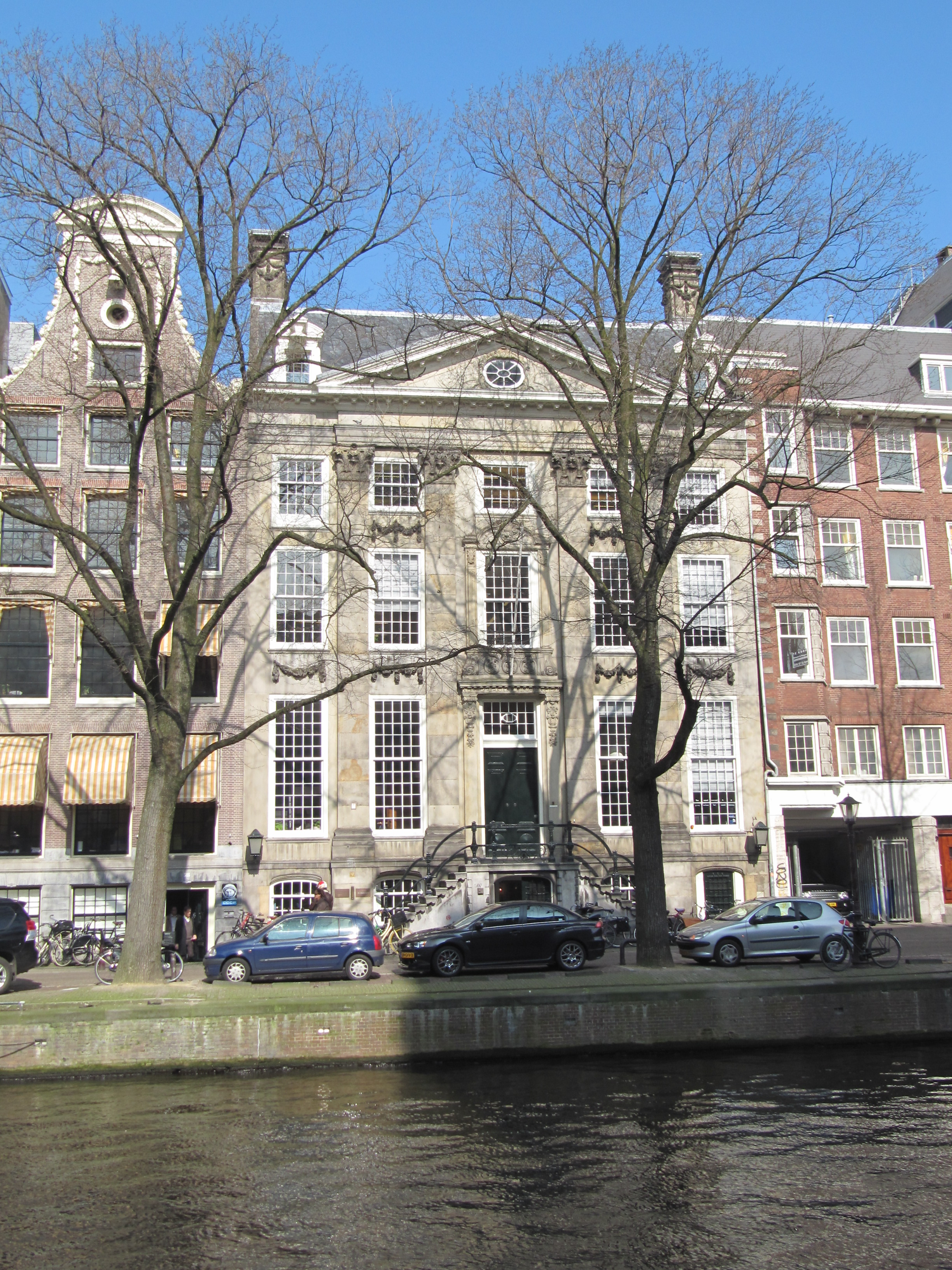
Dom Jacoba Boreela - Herengracht 507

Jacob Boreel (ur. 1 kwietnia 1630 w Amsterdamie, zm. 21 sierpnia 1697 w Velsen) – holenderski polityk, przedsiębiorca i dyplomata.
Był synem Willema Boreela. Został jednym z akcjonariuszy Holenderskej Kompanii Wschodnioindyjskiej-VOC. Pożyczał pieniądze królowi Anglii i Szkocji Karolowi II Stuartowi. Od 8 września 1664 do 21 sierpnia 1665 podróżował przez Rosję ze swoim przyjacielem Nicolaes Witsenemodpowiedzialny za stosunki z "Tartarią", tzn. azjatycką wschodnią część Rosji i zamieszkującymi ją plemionami. W latach 1678–1681 był ambasadorem holenderskim w Paryżu. W latach 1681–1691 był jednym z negocjantów pokoju w Ryswijk (podpisanego ostatecznie w końcu w 1697). W latach 1691, 1693, 1695 i 1697 burmistrz Amsterdamu. 31 stycznia 1696 jego dom Herengracht 507 został splądrowany. Wszystkie meble, lustra i cenna porcelana zostały rozbite, zabrane lub wrzucone do kanału sam Boreel otyły, schorowany z powodu dny moczanowej ledwo uszedł z życiem uciekając przez płot do sąsiadów. Jego synem był dyplomata Willem Boreel Młodszy (1675-1727).